# Baeotis euprepes
Baeotis euprepes är en fjärilsart som beskrevs av Bates 1868. Baeotis euprepes ingår i släktet Baeotis och familjen Riodinidae. Inga underarter finns listade i Catalogue of Life.